# Метищі
Урочище «Митищі» або «Метищі»(також урочище «Старий Бич» або «Ринок») знаходиться на межі Стебницької  міської та Доброгостівської сільської рад.
Існує припущення, що саме в цій місцевості існувало ранньослов’янське поселення — городище, котре може бути легендарним поселенням «Бич». Про це свідчать археологічні розкопки. Залишки поселення Бич виявлені в урочищі Метищі (Метище) за 8 км на південний схід від Дрогобича.
Цікавим є також народні перекази про це урочище. Зокрема, мешканець села Іван Бодревич в своєму краєзнавчому нарисі про Доброгостів зазначив наступне:

Урочище знаходиться на північно-західній окраїні села. Ще перед Другою світовою війною можна було побачити сліди валів та ровів городища. Територія урочища занходилася в державних лісах, які оберігали лісники. Тому українські пастухи лише до 6 травня (Св. Юра) могли пасти там худобу. Відповідно автор спочатку слухав розповіді старожилів, котрі пасли худобу в урочищі про 2—3 м вали та рови, які ще були в хорошому стані перед Першою світовою війною. Зокрема, вони застосовували мікротопоніми «ратуша», «ринок», «вали» тощо в межах урочища. Окрім того, розповідала про великі ковані двері, чи точніше їх рештки, котрі «збувівли» та «переовіли», «підземні льохи», про мечі у вигляді сліду іржавого металу формою подібні на меч. 

Пастухи розповіли автору, що перед Першою світовою війною, коли тривали затяжні дощі, стало видно старі дерев'яні опори вбудовані в землянині насипи.
Згідно з гіпотезою автора, давній топонім «Стрільниця» має  відношення до урочища. Автор не зазначив чітко, коли, але точно в міжвоєнний період побував в урочищі, воно йому приставилося лощиною розлогих дубів з високою травою та великими ділянками підтопленої землі. Маючи особисте знайомство з п. Порембальським — Дрогобицьким старостою, автор пропонував провести розкопки. Але влада на мала бажання та й розпочиналася Друга Світова Війна.
Насамкінець, І.Бодревич подав географічне розташування урочища, якими користалися при археологічних  розкопках:
«…З півдня, замкнуте бічною дорогою, від Улично — гора, до розгалуження доріг на Стебник та Доброгостів, і є приблизно в 1 км, від цього розгалуження, в  напрямку  Стебник, на північ, у відтинку Нежухів-Гаї Вижні по залізниці, у відвалі не більше 1,5-2 км від  дороги Улично-Стебник, у напрямку на північ, у глибину колишнього «камерального лісу»